# Trophoblast

Schematischer Aufbau der Blastozyste

Der Trophoblast (aus altgriechisch τροφή trophḗ „Nahrung, Ernährung“ und βλαστός blastós „Keim, Sprosse, Trieb“) stellt die äußere Zellschicht einer Blastozyste dar und verbindet diese mit der Gebärmutterwand. Er bildet sich am 5. bis 12. Tag nach der Befruchtung aus Blastomeren, weicht mittels Enzymen die Gebärmutterschleimhaut auf und kann sich so an ihr festsetzen.
Durch das Auflösen der Schleimhautzellen der Gebärmutter wird der Keim die erste Zeit ernährt. Während dieser Phase wächst der Trophoblast mit Hilfe seines Synzytiotrophoblastenanteils invasiv in die Gebärmutterschleimhaut ein, indem die betreffenden Zellen ihre Grenzen verlieren und dabei unregelmäßig vernetzte Trabekel und Lakunen bilden (lakunäres Stadium, 8.–9. Tag). Das für den Vorgang notwendige Zellmaterial liefert der Zytotrophoblast, dies ist der um den Embryoblasten liegende Anteil des Trophoblasten, auch als Trophoblastdecke oder Rauber-Deckschicht bezeichnet.
Ab diesem Stadium treten nun die ersten zottenartigen Gebilde in Erscheinung, man spricht von den Primärzotten oder Villi. In diese dringen ab dem 12. Tag Zytotrophoblastenzellen ein, der Synzytiotrophoblastanteil wird ausgedünnt und bildet nur noch eine dünne Deckschicht. Ab diesem Stadium spricht man von den Sekundärzotten. Ab etwa dem 20. Tag dringt extraembryonales Mesoderm in die Sekundärzotten vor, in dem sich Blutgefäße bilden, welche Anschluss an die Gefäße des Haftstiels finden, und so die definitive vaskuläre Versorgung des Embryos sicherstellen.
Im weiteren Verlauf treten in diesen Tertiärzotten die sogenannten Hofbauer-Zellen (Makrophagen) auf, die das Zottenwachstum zusätzlich stimulieren und Fremdkörper phagozytieren. Diese nun wachsenden Zottenbäume bilden zusammen mit residuierenden mütterlichen Anteilen die Plazenta, die alle lebenswichtigen Funktionen für den aus der Keimscheibe entstehenden Embryo übernimmt.
Da der Trophoblast zur Hälfte väterliche Antigene aufweist, ist er ein potenzielles Ziel für Abwehrreaktionen des mütterlichen Immunsystems. Seine Zellen tragen zudem keine klassischen MHC-Klasse-I-Moleküle (HLA-A oder HLA-B) auf ihrer Oberfläche. Obwohl es in der Plazenta zahlreiche natürliche Killerzellen gibt, die auf die Ausschaltung von Zellen ohne HLA-A- und HLA-B-Moleküle spezialisiert sind (Missing-self-Hypothese), bleibt der Trophoblast verschont. Das liegt maßgeblich an den nicht klassischen MHC-Klasse-I-Molekülen, die ein Teil seiner Zellen exprimiert: HLA-C, HLA-E und HLA-G. Vor allem HLA-E und HLA-G werden von inhibitorischen (das heißt reaktionshemmenden) Rezeptoren der natürlichen Killerzellen erkannt und verhindern so einen Angriff. Außerdem schaffen regulatorische T-Zellen in der Plazenta ein Klima der Immuntoleranz, das die Einnistung unterstützt.
Im Zuge der Plazentaentwicklung wandert ein Teil der Trophoblasten, so genannte extravillöse Trophoblasten, in die Gebärmutterschleimhaut der Mutter ein, um die Mikroumgebung den Bedürfnissen des heranwachsenden Embryos anzupassen und sicherzustellen, dass genügend Nährstoffe und Sauerstoff von der Mutter zum Kind transportiert werden. Dabei werden die Spiralarterien der Gebärmutterschleimhaut von den extravillösen Trophoblasten aktiv umgebaut und erweitert, um so die benötigte höhere Durchblutung sicherzustellen. Eine verminderte Invasion der extravillösen Trophoblasten in die Gebärmutterschleimhaut und ein daraus resultierender unzureichender Umbau der Blutgefäße wird mit verschiedenen Schwangerschaftskomplikationen wie z. B. der Präeklampsie in Verbindung gebracht.